# BattleTech: Alpha Strike
BattleTech: Alpha Strike — это настольная игра в жанре варгейм, действия которой происходят в вымышленной вселенной BattleTech. Впервые опубликована издателем Catalyst Game Labs в 2013 году. Отличается от варгейма Classic BattleTech меньшим количеством и глубиной игровых механик в пользу масштабности сражений и уменьшению длительности партий.

## Игровой процесс
BattleTech: Alpha Strike — это пошаговая тактическая игра для двух и более человек. Обычно игра происходит на столе с установленными на нём макетами элементов ландшафта, стандартный размер игровой зоны равен 183х121 см (существуют опциональные правила для игры на гексогональных cкартах Classic BattleTech со схематичным отображением ландшафта). Боевые единицы отражены фигурками-миниатюрами в масштабе ~1:265. Состояние боевой единицы отображается на специальных карточках, в них отмечен тип боевой единицы, её характеристики целостность брони и внутренней структуры. В качестве генератора случайных чисел используется два шестигранных кубика, для измерения расстояний используется линейка или рулетка. Игроки управляя боевыми единицами должны выполнить обусловленные сценарием игры задачи, которые могут быть самыми разнообразными. Хотя основной боевой единицей во вселенной BattleTech является Боевой Мех, игрокам доступны помимо Мехов самые разнообразные войска, от пехоты до авиации.

#### Отличия от Classic BattleTech
Основными отличиями является упрощенное управление состоянием боевых единиц и упразднение таблиц модификаторов для атак, маневрирования и других игровых действий. Это позволяет отыгрывать партии с большим количеством боевых единиц за меньшее время. Однако данные изменения практически исключают «индивидуальность» боевых единиц и множество возможных в Classic BattleTech игровых моментов и механик. Так же визуальная составляющая Alpha Strike ориентирована на миниатюры и объемные элементы игрового поля, в отличие от схематичной Classic BattleTech.

## Правила
Последней и наиболее полной итерацией игровых правил является книга правил Battletech: Alpha Strike Commander’s Edition изданная Catalyst Game Labs в 2019 году.
Так же на специализированном сайте издателя доступны в электронном виде карточки состояния всех существующих в игре боевых единиц.

## Издания в России
В рамках издания локализации стартера «BattleTech: настольная игра» в 2020 был опубликован официальный перевод правил для быстрого старта Alpha Strike, который распространяется издателем бесплатно. Более по игре BattleTech: Alpha Strike на территории Российской Федерации ничего не издавалось.

## Сторонние ссылки
https://www.catalystgamelabs.com/battletech/ - официальный сайт издателя.
www.sarna.net — база знаний BattleTech
https://camospecs.com/ - фотовыставка миниатюр Battletech, справочник по схемам окраски миниатюр Battletech
https://unitcolorcompendium.com/ - справочник по схемам окраски миниатюр Battletech
http://www.masterunitlist.info/ - каталог боевых единиц с карточками от издателя